# Aeroportul Jeypore
Aeroportul Jeypore (IATA: PYB, ICAO: VEJP) este un aeroport din Odisha, India ce deservește zona Jeypore⁠(d). Aeroportul a fost tranzitat în decembrie 2022 de 873 de pasageri. A fost numit după zona deservită.
Situat la o altitudine de 595 m, aeroportul dispune de o singură pistă.